# 卡里斯托斯
卡里斯托斯（希臘語：Κάρυστος）是希腊中希臘大區埃维亚专区的市镇。市镇面积为674.6平方公里，2021年人口数量为11,903人。
现今范围的市镇设立于2011年地方政府改革中，由原4个市镇合并而成，原市镇则成为此市镇的4个市区。卡里斯托斯市区（即原卡里斯托斯市镇）的面积为166.950平方公里。
卡里斯托斯镇位于埃维亚岛的海岸，哈尔基斯以南129公里处。該地早在中世纪早期就有人居住。希腊独立战争后，巴伐利亚土木工程師比尔巴赫于19世纪中叶對該地進行規劃。